# 西岡たか史
西岡 たか史（にしおか たかし）は、日本の漫画家。男性。西岡たかし表記も。
主に集英社系列の雑誌で活躍。「21世紀のアダム」で第10回及び第11回ちばてつや賞一般部門準入選。

## 作品リスト
- カラテいのち（原作：真樹日佐夫） 1978年 、週刊少年ジャンプ
- ダッシュ! 翔太郎、1980年-1982年、月刊少年ジャンプ
- ドッジファイター翔（原作：石塚かつみ）、1991年-1992年、月刊少年ガンガン
- 学習漫画 恐竜なんでも事典

| スタブアイコン | サブスタブ | この項目は、まだ閲覧者の調べものの参照としては役立たない、漫画家・漫画原作者に関連した書きかけの項目です。この項目を加筆・訂正などしてくださる協力者を求めています（P:漫画/PJ:漫画家）。 |